# Kørsel (hestesport)
Kørsel med hest og vogn er en sportsgren under FEI (Fédération Equestre Internationale) Kørsel er ikke en olympisk disciplin. Hvert andet år afholdes VM med deltagelse fra alle fem verdensdele.

Discipliner
1. Præsentation, hvor sikkerheden af udstyret kontrolleres og helhedsindtrykket bedømmes. Der gives point for sammensætning af heste, vogntype og seletøj samt kusk og groom - medhjælpers - påklædning.
2. Dressur, som ved dressurridning bedømmes kuskenes evner til at styre hestene og få dem til at gå i holdning. Oprindeligt indeholdt programmerne kun skridt og trav, men det er udvidet til galop i de svære klasser.
3. Marathon er en udholdenhedstest. En rute skal tilbagelægges inden for en given tid i en given gangart. Ligeledes skal der gennemkøres et antal forhindringer på tid.
4. Forhindringskørsel også kaldet præcisionskørsel. En bane med et antal porte af kegler opstilles. Afstanden mellem keglerne er vognbredden + 20 cm.[1] Det giver fejlpoint, når en kegle vælter.

Klasser
Kørestævner omfatter klasserne:
4-spand hest
4-spand pony
2-spand hest
2-spand pony
1-spand hest
1-spand pony
VM afholdes individuelt for hesteklasserne, mens alle ponyklasser har et fælles pony-VM.
DM afholdes i lige år og går på skift mellem foreningerne registeret under Dansk Køre Forbund. DM omfatter alle klasser lige som der kan oprettes klasser for specialforspand som tandem. Sidste DM med en tandemklasse var i 1996.